# アソコン
『アソコン』は、辰巳出版が1985年から1988年にかけて出版していたゲーム雑誌である。本項では、同出版社から同時期に出版されていた『アソコンすぺしゃる』についても合わせて説明する。

## 概要
非アダルトゲームを掲載しつつも、創刊号がアダルトゲームのみで構成され、その後も袋とじの中にアダルトゲームを継続的に掲載、最初期のアダルトゲーム専門誌『美少女ゲーム最前線』を後継誌とするなど、アダルトゲーム専門誌の走りとして知られる。誌名は「遊ぶコンピュータ」に由来するが、「アダルト」「アドベンチャー」などを意味する「ア」と、「パソコン」を意味する「ソコン」を組み合わせたような名前でほぼ毎号サブタイトルが変更されていた。
アダルトゲームがほとんど発売されていなかった1985年当時、アダルトゲームのみを掲載して創刊号が発売された。第2号は非アダルトのアドベンチャーゲームが多かったが、第3号からは袋とじが継続的に設けられるようになり、袋とじ部分に「ムフフ画像（アダルトゲームを画像入りで紹介）」「市販ソフトのプログラムリスト」などが掲載されるようになった。1987年からは準隔月刊行誌となったが、1988年、第14号にて休刊となる。
同誌休刊後、同1988年3月25日に後継誌として、「アソコンすうぱぁスペシャル」の副題を持つ、最初期のアダルトゲーム専門誌『美少女ゲーム最前線』が発売されることとなる。なお「美少女ゲーム最前線」とは、『アソコン』の袋とじに第7号から付けられていた副題でもある。
『アソコン』とほぼ同時期に、同社からは『アソコンすぺしゃる』というパソコンゲーム雑誌も発売されていた。掲載内容の傾向はほぼ同じとなっている。

## 掲載内容

### アソコン
| 号数 | 発行日         | 副題                             | 掲載ゲーム                                                                                    | 備考                                                           |
| ---- | -------------- | -------------------------------- | --------------------------------------------------------------------------------------------- | -------------------------------------------------------------- |
| 1    | 1985年1月10日  | アダルト・パソコン・ゲーム       | ALICE 慶子ちゃんの秘密 女子大生プライベート 団地妻の誘惑 ドンファン 卍 ロリータ・シンドローム | 創刊号                                                         |
| 2    | 1985年6月5日   | アドベンチャー・パソコン・ゲーム |                                                                                               |                                                                |
| 3    | 1985年9月5日   | アタック・パソコン・ゲーム       |                                                                                               |                                                                |
| 4    | 1985年12月1日  | アイ・ラブ・パソコン・ゲーム     |                                                                                               |                                                                |
| 5    | 1986年3月10日  | アドバイス・パソコン・ゲーム     | 白と黒の伝説 トリトーン マスカレイド ラグランジュL-2 Will                                     |                                                                |
| 6    | 1986年7月15日  | アプローチ・パソコン・ゲーム     |                                                                                               |                                                                |
| 7    | 1986年9月15日  | アドバイス・パソコン・ゲーム     |                                                                                               | この号より袋とじに「美少女ゲーム最前線」という副題が設けられる |
| 8    | 1987年1月5日   | アピール・パソコン・ゲーム       | アルファ ウイバーン 殺人倶楽部 ザ・スクリーマー テグザー 覇邪の封印 メルヘンヴェール II       |                                                                |
| 9    | 1987年3月3日   |                                  |                                                                                               |                                                                |
| 10   | 1987年4月29日  | アシスト・パソコン・ゲーム       |                                                                                               |                                                                |
| 11   | 1987年6月30日  | パソコンゲーム必勝マニュアル     |                                                                                               |                                                                |
| 12   | 1987年8月30日  | パソコンゲーム必勝マニュアル     |                                                                                               |                                                                |
| 13   | 1987年11月10日 | パソコンゲーム必勝マニュアル     |                                                                                               |                                                                |
| 14   | 1988年1月10日  |                                  |                                                                                               |                                                                |

### アソコンすぺしゃる
| 号数 | 発行日         | 副題                         | 掲載ゲーム | 備考   |
| ---- | -------------- | ---------------------------- | ---------- | ------ |
| 1    | 1986年6月5日   | アンコール・パソコン・ゲーム |            | 創刊号 |
| 2    | 1987年8月10日  | RPG・パソコン・ゲーム        |            |        |
| 3    | 1987年12月10日 | AVG・パソコン・ゲーム        |            |        |